# Копалин, Илья Петрович
Илья́ Петро́вич Копа́лин (2 августа 1900, дер. Павловское, Московская губерния — 12 июня 1976, Москва) — советский кинорежиссёр-документалист, сценарист, педагог, начальник фронтовой киногруппы в годы Великой Отечественной войны. Народный артист СССР (1968), лауреат шести Сталинских премий (1941, 1942, 1946, 1948, 1949, 1951).

## Биография
Родился в крестьянской семье в деревне Павловской (ныне — Истринский район, Московская область). С 1913 по 1915 год был учеником портного, в 1915—1916 годах работал на фабрике Попова. В 1917—1918 годах — подсобный рабочий Дедовской прядильно-ткацкой фабрики. В 1918—1920 годах — секретарь земельного отдела в Еремеевском волостном совете. С февраля 1920 года по июнь 1924 — в Красной армии. В 1922 году окончил Петроградскую школу авиатехников. В 1924—1927 годах учился в Московском механическом институте имени М. В. Ломоносова (ныне Московский политехнический университет). С июня 1924 по февраль 1925 года — секретарь автоподотдела Московского коммунального хозяйства.
С февраля 1925 года — помощник режиссёра, ассистент режиссёра, редактор-стажёр кинофабрики «Культкино», с 1926 — режиссёр Московской кинофабрики «Совкино». Был учеником Дзиги Вертова. Входил в организованную Д. Вертовым группу единомышленников, назвавшую себя «киноками». Первую самостоятельную работу — документальный фильм «Памяти вождя» снял в 1927 году к третьей годовщине смерти В. И. Ленина. С 1932 года — режиссёр Московской кинофабрики «Союзкинохроника» (Московская студия кинохроники — с 1936 года).
С июля 1941 до января 1942 года — заместитель начальника «Главкинохроники» по руководству фронтовыми киногруппами, при этом продолжал работу режиссёра ЦСДФ. Большинство военных картин были монтажные, режиссёрам редко разрешалось выезжать на фронт. Работа над картиной «Разгром немецких войск под Москвой» проходила в сжатые сроки, монтировать приходилось и днём и ночью, для чего приходилось подолгу жить в полуподвальном помещении студии, превращённого в казарму.
Получил широкую известность после показа в 1942 году в США «Разгрома немецких войск под Москвой», в американской редакции — «Moscow Strikes Back».
Автор фильмов об освоении целинных земель, первом полёте человека в космос, истории СССР. Режиссёр кинопериодики студии: «Великобритания в дни войны», «Иностранная кинохроника», «К событиям в Абиссинии», «К событиям в Испании», «На защиту родной Москвы», «Новости дня», «По Советскому Союзу», «Социалистическая деревня», «Союзкиножурнал», «СССР сегодня».

…Когда-то рядом с Вертовым и Кауфманом сдержанная, «незаметная» манера Копалина могла показаться неяркой, информационной. Но именно желание режиссёра не щеголять своим мастерством, не любоваться своими приёмами, а стремиться к правдивому, полному и достоверному выражению типических черт действительности сделало фильмы Копалина долгоживущими, придало им растущую с каждым днём ценность исторических документов.
— Ростислав Юренев, «Летописцы нашего времени» 1987
В 1951 году Вертов порекомендовал Копалину в качестве монтажёра Седу Пумпянскую, с которой он сам работал во время войны.

Копалин оказался добрым, отзывчивым человеком и замечательным режиссёром. Мы много работали вместе и были большими друзьями. Он любил Вертова, помогал ему во всём, всегда защищал.<…> В 1969 году, к столетию Ленина, мы восстанавливали фильм Вертова «Три песни о Ленине». Это заслуга Копалина, который долго добивался в Госкино, чтобы дали денег на восстановление, и, в конце концов, добился.
— Седа Пумпянская, «Киноведческие записки» № 62 2003
С 1950 года преподавал на режиссёрском факультете ВГИКа, с 1964 года — профессор. В 1957 году набирал первую специализированную мастерскую режиссуры документального кино. Среди его учеников: Борис Рычков, Александр Опрышко, Игорь Гелейн, Михаил Литвяков. В 1970 году был одним из режиссёров восстановленной версии фильма Дзиги Вертова «Три песни о Ленине».
Член ВКП(б) с 1940 года. Член Союза кинематографистов СССР с 1957 года. Автор нескольких книг.
Скончался 12 июня 1976 года в Москве. Похоронен на Кунцевском кладбище.

### Семья
Жена — Надежда Ивановна Копалина
Сын — Владимир Ильич Копалин (1932—1996), режиссёр-оператор ЦСДФ.
Дочь — Галина Ильинична Копалина (род. 1937), киновед.
Внук — Илья Копалин (род. 1960), окончил МЭИ.

## Фильмография
Режиссёр
- 1927 — Москва. Пробег кино-глаза (совместно с М. Кауфманом)[12]
- 1927 — На подъёме / Кооперация / Потребительская кооперация к 10-летию Октября
- 1927 — Памяти вождя (к 4-й годовщине смерти Ленина) / Памяти Ленина
- 1927 — Праздник миллионов (10-летие Октября) (совместно с И. Беляковым)
- 1929 — В поход за урожай
- 1929 — За урожай
- 1929 — На ленинском пути
- 1930 — Деревня или Один из многих
- 1930 — Лён
- 1930 — Обновлённый труд / Колхоз (совместно с А. Домбровским)
- 1931 — В Брянском полесье / Брянское полесье
- 1931 — Один из многих / Деревня / Поля звучат
- 1932 — Будем готовы
- 1933 — 1 Мая 1933 г. / Да здравствует 1 Мая / Боевой смотр революционных сил международного пролетариата (совместно с Б. Кантером)
- 1934 — 15 лет советской кинематографии
- 1934 — XVII Октябрь. Экстренный выпуск «Союзкинохроники» / Семнадцатая годовщина Октября в Москве
- 1934 — Инженеры человеческих душ
- 1934 — Рапорт побед
- 1935 — XVIII Октябрь (совместно с Р. Гуровым, И. Сеткиной)
- 1935 — Абиссиния (Итало-Эфиопская война)
- 1935 — В селе Заметчино
- 1935 — Первое Мая в Москве
- 1935 — Первое Мая 1935 г. (в соавторстве)
- 1935 — Праздник великого народа (в соавторстве)
- 1936 — Абиссиния
- 1936 — К событиям в Испании
- 1936 — С трибуны съезда
- 1937 — Год девятнадцатый (совместно с Н. Кармазинским)
- 1937 — На сталинском пути
- 1937 — Сыны трудового народа (совместно с М. Слуцким, Р. Гиковым)
- 1937 — Трёхминутки о кандидатах в депутаты (в соавторстве)
- 1938 — Китай даёт отпор
- 1938 — Ленин (совместно с И. Сеткиной)
- 1938 — Приговор суда — приговор народа
- 1938 — Речь А. Я. Вышинского на судебном процессе по делу антисоветского право-троцкистского блока
- 1938 — Слава героям Хасана
- 1938 — Славное двадцатилетие ЧК — ОГПУ — НКВД
- 1938 — Цветущая орденоносная область / Московская колхозная
- 1939 — Красная армия
- 1940 — Навстречу солнцу
- 1940 — На Дунае (совместно с И. Посельским)
- 1940 — Халхин-Гол
- 1940 — Школа сталинских комиссаров
- 1941 — Ленин (совместно с И. Сеткиной)
- 1941 — Навстречу солнцу[13]
- 1942 — XXV Октябрь
- 1942 — Великобритания в дни войны № 1
- 1942 — Великобритания в дни войны № 2
- 1942 — Великобритания в дни войны № 3
- 1942 — Разгром немецких войск под Москвой (совместно с Л. Варламовым)[14]
- 1943 — XXVI Октябрь. Год великих побед
- 1943 — За Родину
- 1943 — Суд идёт
- 1944 — XXVII Октябрь. Доклад Председателя Государственного Комитета Обороны товарища И. В. Сталина на торжественном заседании Московского Совета депутатов трудящихся с партийными и общественными организациями г. Москвы 6 ноября 1944 года
- 1944 — В Восточной Пруссии (фронтовой спецвыпуск № 11)
- 1944 — Вступление Красной Армии в Бухарест (фронтовой спецвыпуск № 6)
- 1944 — Монголия (русский вариант)
- 1944 — На освобождённой польской земле (Хелм — Люблин) (фронтовой спецвыпуск № 5)
- 1944 — Сражение за Витебск (фронтовой спецвыпуск № 1)
- 1945 — Берлинская конференция
- 1945 — Крымская конференция
- 1945 — Освобождённая Чехословакия (совместно с П. Аташевой)
- 1945 — Прибытие в Москву президента Чехословацкой республики г-на Эд. Бенеша и премьер-министра Чехословацкой республики г-на Я. Шрамека
- 1946 — Пребывание в Москве делегации депутатов законодательного собрания Чехословацкой республики
- 1947 — Великий всенародный праздник
- 1947 — День победившей страны (совместно с И. Сеткиной)
- 1947 — К пребыванию в Москве начальника британского генерального штаба фельдмаршала Монтгомери
- 1947 — Московская сессия Совета министров иностранных дел
- 1948 — В Новой Албании
- 1948 — Новая Албания (СССР — Албания)
- 1949 — Обновление земли
- 1950 — Под знаменем мира
- 1950 — Празднование семидесятилетия Иосифа Виссарионовича Сталина (совместно с В. Беляевым, И. Сеткиной)
- 1950 — Северная Осетия
- 1951 — 1 Мая 1951 г. (совместно с В. Беляевым)
- 1951 — По берегам Верхней Волги
- 1952 — Албания (СССР — Албания; совместно с Э. Кеко)
- 1953 — Великое прощание (не выпущен; совместно с Г. Александровым, И. Сеткиной, Е. Свиловой, С. Герасимовым, М. Чиаурели)
- 1953 — За мир и дружбу (СССР — Румыния; в соавторстве)
- 1953 — Прощание с вождём (не выпущен; совместно с С. Герасимовым)
- 1954 — Визит дружбы
- 1954 — Международный концерт (СССР — Румыния; совместно с И. Родином)
- 1954 — Праздник нашей молодости (совместно с В. Бойковым)
- 1954 — Спортивные встречи друзей (СССР — Румыния; совместно с И. Блидари)
- 1955 — Варшавские встречи (СССР — ПНР; в соавторстве)
- 1955 — В чудесном городе
- 1955 — Мелодии фестиваля (совместно с Е. Боссаком. И. Посельским, Р. Григорьевым)
- 1955 — Песни над Вислой (СССР — ПНР; в соавторстве)[15]
- 1955 — Подписание государственного договора о восстановлении независимой и демократической Австрии
- 1955 — Праздник албанского народа
- 1955 — Прибытие в Москву премьер-министра Республики Индии Джавахарлара Неру
- 1955 — Совещание европейских государств по обеспечению мира и безопасности в Европе
- 1956 — Американские артисты в Москве
- 1956 — В Будапеште (совместно с С. Пумпянской)[16]
- 1956 — Праздник советской авиации (совместно с Г. Бобровым)[17]
- 1956 — Пребывание в Москве Президента ФНРЮ товарища Иосипа Броз Тито
- 1956 — Шахиншах Ирана в Советском Союзе
- 1957 — Незабываемые годы. (Сквозь годы мчась)[18]
- 1957 — Нерушимая албано-советская дружба
- 1958 — Добрые соседи
- 1958 — Потушить очаг войны на Арабском Востоке
- 1958 — Сокровищница русского искусства (Третьяковская галерея)
- 1959 — Албания, цвети! (СССР — Албания; совместно с Э. Кеко)[19]
- 1959 — Этапы большого пути (совместно с И. Сеткиной)
- 1960 — Восьмой чемпион мира
- 1960 — Н. С. Хрущёв в Берлине
- 1960 — Силы мира победят!
- 1960 — Франция приветствует Н. С. Хрущёва
- 1961 — Город большой судьбы
- 1961 — Москва вчера, сегодня, завтра
- 1961 — Первый рейс к звёздам (совместно с Д. Боголеповым и Г. Косенко)[20]
- 1962 — Набат мира
- 1962 — Пламя юных сердец
- 1964 — Страницы бессмертия[21]
- 1965 — Голос народов мира
- 1966 — Международная солидарность и единство (спецвыпуск № 5)
- 1967 — Страна моя (совместно с С. Пумпянской)
- 1970 — По завету Ильича (совместно с И. Сеткиной)

Сценарист
- 1942 — Разгром немецких войск под Москвой (сценарный план совместно с Л. Варламовым)
- 1945 — Освобождённая Чехословакия (сценарный план)
- 1950 — Северная Осетия (совместно с Д. Мамсуровым)
- 1953 — За мир и дружбу (СССР — Румыния; в соавторстве)
- 1956 — В Будапеште
- 1956 — Праздник советской авиации
- 1959 — Албания, цвети! (СССР — Албания; совместно с Л. Силичи)
- 1962 — Набат мира (совместно с А. Сурковым)
- 1964 — Страницы бессмертия (совместно с А. Беком)
- 1967 — Страна моя (совместно с Ю. Кравкиным)

## Награды и звания
- Сталинская премия второй степени (15 марта 1941) — за фильм «На Дунае»;
- Сталинская премия первой степени (11 апреля 1942) — за фильм «Разгром немецких войск под Москвой»;[22]
- два ордена Ленина (14 апреля 1944; 1967)[23];
- медаль «За оборону Москвы» (1944)[2];
- медаль «За доблестный труд в Великой Отечественной войне 1941—1945 гг.» (1945)[8];
- Сталинская премия второй степени (29 июня 1946) — за фильм «Освобождённая Чехословакия»;
- медаль «В память 800-летия Москвы» (1948)[8];
- Сталинская премия первой степени (2 апреля 1948) — за фильм «День победившей страны»;
- Сталинская премия третьей степени (10 апреля 1949) — за фильм «Новая Албания»;[24]
- Сталинская премия третьей степени (14 марта 1951) — за фильм «Обновление земли»;
- медаль «За освоение целинных земель»[23];
- заслуженный деятель искусств РСФСР (22 марта 1956)[23];
- народный артист РСФСР (26 мая 1961)[23];
- народный артист СССР (10 апреля 1968)[23];
- Чехословацкий Военный крест (1945, ЧССР)[8];
- орден Белого Льва III степени (январь 1947, ЧССР)[25][23];
- орден Свободы I степени (Албания)[23];
- орден Белого Льва I степени (ЧССР)[23].

## Память
К 60-летию И. П. Копалина и по случаю его 35-летней творческой деятельности студией ЦСДФ был выпущен фильм-шарж «Юбилей И. Копалина» (1962).

## Комментарии
1. ↑  «Moscow Strikes Back» в 1942 году по мнению Сообщества кинокритиков Нью-Йорка стал победителем среди кинохроникальных лент о войне, решением Национального совета кинокритиков США — лучшим документальным фильмом года, а в 1943 году в этой же номинации удостоился премии «Оскар».